# Province de Shimōsa
Shimōsa (下総国, Shimōsa no kuni) était une ancienne province du Japon qui occupait la région de ce qui est aujourd'hui le nord de la préfecture de Chiba.

Carte des anciennes provinces du Japon avec Shimōsa mise en évidence.

La province de Shimōsa était entourée par les provinces de Hitachi, Kazusa, Kozuke, Musashi et Shimotsuke.
La province de Kazusa est très proche de la province de Shimōsa, c'est pourquoi il existe une dénomination pour ces deux provinces : Sōshū[réf. souhaitée]. Shimōsa est située au nord de Kazusa alors que son nom contient le kanji « bas » et Kazusa « haut ». Ceci est lié à la distance de ces endroits par rapport à la capitale : autrefois, les gens traversaient par la mer vers la province de Sagami pour se rendre à la capitale, Shimōsa était ainsi plus éloigné de la capitale que Kazusa. Le second caractère du nom de ces deux provinces provient d'un terme ancien désignant le chanvre qui était cultivé dans la région.
L'ancienne capitale provinciale était située près de la ville moderne d'Ichikawa, cependant, la ville la plus importante de la province était Sakura.
La province a souvent changé de mains, mais elle a été longtemps dirigée par les daimyos des provinces de Musashi et Kazusa.

## Domaines de la province de Shimōsa pendant l'époque d'Edo
| Domaine                          | Daimyo                 | Dates     | Revenus (koku) | Type         |
| -------------------------------- | ---------------------- | --------- | -------------- | ------------ |
| Domaine de Koga (古河藩)         | Doi                    | 1590-1871 | 80 000         | Fudai daimyo |
| Domaine de Sakura (佐倉藩)       | Hotta                  | 1590-1871 | 110 000        | Fudai        |
| Domaine de Yūki (結城藩)         | Mizuno                 | 1590-1871 | 18 000         | Fudai        |
| Domaine de Sekiyado (関宿藩)     | Kuze                   | 1590-1871 | 43 000         | Fudai        |
| Domaine d'Oyumi (生実藩)         | Morikawa               | 1627-1871 | 10 000         | Fudai        |
| Domaine de Takaoka (高岡藩)      | Inoue                  | 1640-1871 | 10 000         | Fudai        |
| Domaine de Tako (多胡藩)         | Matsudaira (Hisamatsu) | 1713-1871 | 10 000         | Fudai        |
| Domaine d'Omigawa (小見川藩)     | Uchida                 | 1594-1871 | 10 000         | Fudai        |
| Domaine de Sogano (曾我野藩)     | Toda                   | 1871-1871 | 12 000         | Fudai        |
| Domaine de Yahagi (矢作藩)       | Miura                  | 1590-1639 | 10 000         | Fudai        |
| Domaine d'Iwatomori (岩富藩)     | Hōjō                   | 1590-1613 | 10 000         | Fudai        |
| Domaine de Moriya (守谷藩)       | Toki                   | 1590-1617 | 10 000         | Fudai        |
| Domaine de Yamazaki (下総山崎藩) | Okabe                  | 1590-1609 | 12 000         | Fudai        |
| Domaine de Kurihara (栗原藩)     | Naruse                 | 1600-1638 | 16 000         | Fudai        |
| Domaine d'Usui (臼井藩)          | Sakai                  | 1690-1604 | 30 000         | Fudai        |
| Domaine de Yamakawa (山川藩)     | Ōta                    | 1635-1638 | 15 600         | Fudai        |
| Domaine d'Ōwa (大輪藩)           | Doi                    | 1658-1677 | 10 000         | Fudai        |